# Goldmanita
La goldmanita és un mineral de la classe dels silicats, que pertany al grup estructural del granat. Va ser descoberta l'any 1963 a la Mina Sandy, Comtat Cibola, Nou Mèxic i va rebre el seu nom per part de Robert H. Moench i Robert Meyrowitz en honor de Marcus Isaac Goldman (1881-1965), petrologista de roques sedimentaries que treballà al Servei Geològic dels Estats Units.

## Característiques
La goldmanita és un nesosilicat de fórmula química Ca₃V₂3+(SiO₄)₃. Cristal·litza en el sistema isomètric en dodecaedres de fins a 0,1 mm i també com a grans anhèdrics. És de color verd o verd marronós. La seva duresa a l'escala de Mohs és 6 a 7. A part dels elements de la seva fórmula, pot contenir impureses de crom, manganès i magnesi.
La densitat aproximada (3,74 ± 0,03 g/cm³) de la goldmanita es va determinar mitjançant la densitat coneguda d'una solució Clerici diluïda en la qual els fragments petits de goldmanita hi quedaven en suspensió. Degut a la mida petita dels grans, no es va intentar una determinació més precisa de la densitat. La densitat calculada (3,737 g/cm³) concorda amb el valor mesurat aproximat. L'índex de refracció es va trobar per immersió, 1.821 ± 0.001, fent servir llum de sodi i ajustant les diferències degudes als petits canvis de temperatura. La vora de la cel·la de la goldmanita té una longitud de 12,011 Å, mesurada mitjançant anàlisi de difracció de pols de raigs X.
Segons la classificació de Nickel-Strunz, la goldmanita pertany a «9.AD - Nesosilicats sense anions addicionals; cations en [6] i/o major coordinació» juntament amb els següents minerals: larnita, calcio-olivina, merwinita, bredigita, andradita, almandina, calderita, grossulària, henritermierita, hibschita, hidroandradita, katoïta, kimzeyita, knorringita, majorita, morimotoïta, vogesita, schorlomita, spessartina, uvarovita, wadalita, holtstamita, kerimasita, toturita, momoiïta, eltyubyuïta, coffinita, hafnó, torita, thorogummita, zircó, stetindita, huttonita, tombarthita-(Y), eulitina i reidita.

## Formació i jaciments
La goldmanita de la localitat tipus (Mina Sandy, Nou Mèxic, Estats Units) va ser trobada en argila rica en vanadi en un dipòsit d'urani-vanadi metamorfosada en gres calcari.
A més de la localitat tipus, la goldmanita ha estat trobada a Coat-an-Noz, Costes del Nord, França; en el nucli d'una perforació del mar del Nord; a Klatovy, República Txeca; a Ishimskaya Luka, al nord del Kazakhstan; al complex Slyudyanka, muntanyes de Sayan, prop de la regió del llac Baikal a Rússia; i a la mina Yamato, Prefectura de Kagoshima, Japó. També ha estat trobada a les pissarres negres metàl·liques de la península de Corea; i a les localitats següents: Marvel Loch, Austràlia Occidental, Austràlia; Reppia, Gènova, Itàlia; Fotadrevo, Toliara, Madagascar; Karibib, Erongo, Namíbia; Vinstradalen, Sør-Trøndelag, Noruega; Pezinok, Bratislava, Eslovàquia; Comtat Carbon, Wyoming, Comtat Sussex, Nova Jersey i comtat Decatur, Kansas, Estats Units; Uchkuduk, Desert Kyzylkum, Uzbekistan; i Taibai, Shaanxi, i Yuhang i Jiand, Zhejiang, Xina. A Catalunya s'ha trobat a la Coma Fosca, la Roca de Ponent i Sant Miquel, totes tres localitats al Monestir de Poblet, Conca de Barberà, Tarragona.